# Serce Czarnobyla
Serce Czarnobyla (ang. Chernobyl Heart) – amerykańsko-białoruski krótkometrażowy film dokumentalny z 2003 roku w reżyserii Maryanna DeLeo. 

## Fabuła
Film opowiada historię dzieci chorujących z powodu napromieniowania radioaktywnego powstałego w wyniku awarii w elektrowni atomowej w Czarnobylu. 

## Nagrody
| Nazwa nagrody | Wygrane                                                        | Nominacje    |
| ------------- | -------------------------------------------------------------- | ------------ |
| Oscar         | 2004 Najlepszy krótkometrażowy film dokumentalny Maryann DeLeo | 2004 wygrana |